# Armand Rousseau
Pour les articles homonymes, voir Rousseau.
Armand Rousseau, né le 24 août 1835 à Tréflez (Finistère) et mort le 10 décembre 1896 à Hanoï (Viêt-Nam), est un homme politique de la gauche républicaine, gouverneur général de l'Indochine française de 1894 à sa mort.

## Biographie
Armand Rousseau est le fils de Louis Rousseau qui acheta et aménagea les dunes de Keremma en Tréflez. 
Ayant commencé ses études au petit séminaire de La Chapelle-Saint-Mesmin, dirigé alors par Mgr Félix Dupanloup,  il fut Polytechnicien (X1854) puis élève de l'école des Ponts. Armand Rousseau sert en 1867 comme ingénieur du port de Brest, en 1870 comme officier du Génie (durant la guerre), directeur des routes et de la navigation au ministère des Travaux publics de 1876 à 1881 et membre de l'inspection générale des Ponts et Chaussées en 1889.
Couplé à cette carrière au sein de la fonction publique, Armand Rousseau exerce également des mandats politiques au sein de son département ; il est élu conseiller général en 1871, puis député la même année lors d'une élection partielle, étant affilié à la Gauche républicaine, et enfin réélu en 1881.
Directeur des routes et de la navigation au ministère des Travaux publics, il fut nommé sous-secrétaire d'État aux Travaux publics, puis sous-secrétaire d'État à la Marine et aux Colonies dans la première moitié des années 1880, avant d'être nommé Gouverneur général de l'Indochine française (1894 - 1896), où il prit l'initiative de développer les chemins de fer intra-indochinois et avec le sud de la Chine. Paul Doumer lui succéda en tant que Gouverneur d'Indochine et poursuivit le développement des chemins de fer initié par Armand Rousseau.
Il s'imposa par sa conscience scrupuleuse et sa droiture et consacra tous ses efforts à remettre de l'ordre dans l'administration et les finances, mais son œuvre fut soudainement interrompue par sa mort à Hanoï le 10 décembre 1896. Le Journal des débats politiques et littéraires lui consacra une longue notice biographique lors de son décès.
Son corps fut ramené en France et il bénéficia d'obsèques nationales avant d'être enterré à Tréflez.

## Mandats
- Député du Finistère (1871-1876 et 1881-1885)
- Sénateur (1895-1896)
- Conseiller général du canton de Brest-2 (1871-1895)
- Président de l'assemblée départementale (1883-1894)
- Sous-secrétaire d'État aux Travaux publics (30 janvier - 7 août 1882, sous le gouvernement Charles de Freycinet (2))
- Sous-secrétaire d'État à la Marine et aux Colonies (28 avril - 9 (?) novembre 1885, sous le gouvernement Henri Brisson (1))
- Conseiller d'État (à compter de 1885)
- Gouverneur général de l'Indochine (décembre 1894 - décembre 1896)

## Hommages

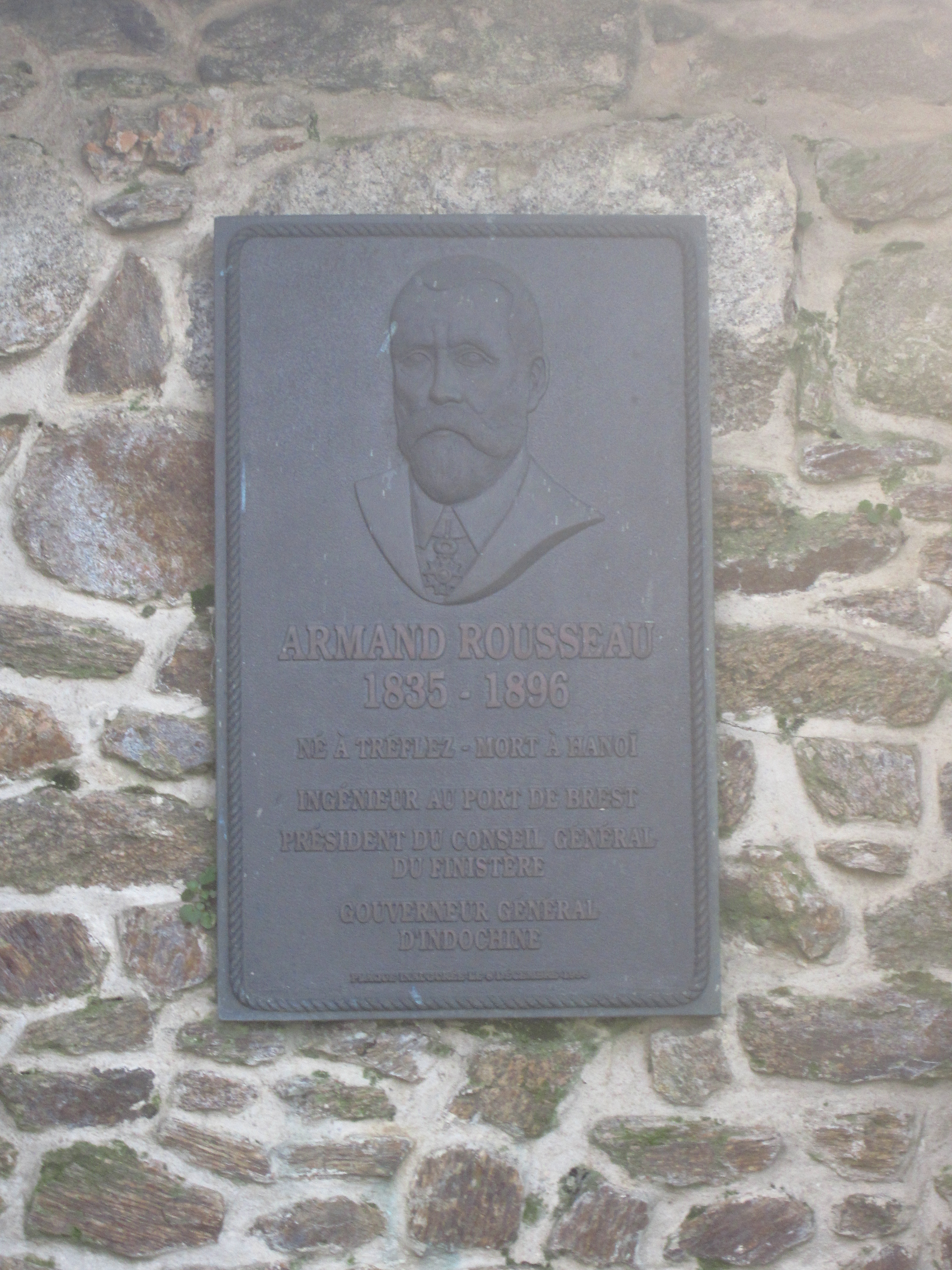
Plaque commémorative dans le cimetière de Tréflez.

- Depuis 1934, l'avenue Armand-Rousseau à Paris porte son nom en raison de la proximité de l'ancien Musée des colonies du Palais de la Porte Dorée.
- Des rues portent également son nom à Brest, Morlaix, Roscoff et Lesneven dans le Finistère.
- Son nom fut donné à un navire baliseur des travaux publics d’Indochine, qui fut ensuite transformé et armé en patrouilleur côtier et escorteur de convoi en 1939 par la Marine Nationale en Indochine ; il fut coulé par un bombardement américain en mai 1945, peu après le coup de force japonais de 1945.

## Sources
- « Armand Rousseau », dans le Dictionnaire des parlementaires français (1889-1940), sous la direction de Jean Jolly, PUF, 1960 [détail de l’édition]
- Fernand de Dartein, La Vie et les travaux de Armand Rousseau, gouverneur général de l'Indo-Chine, inspecteur général des ponts-et-chaussées, sénateur du Finistère, Paris, Armand Colin, 1902, 458 p. (BNF 30301472)